# Hofstetten-Flüh
Pour les articles homonymes, voir Hofstetten.

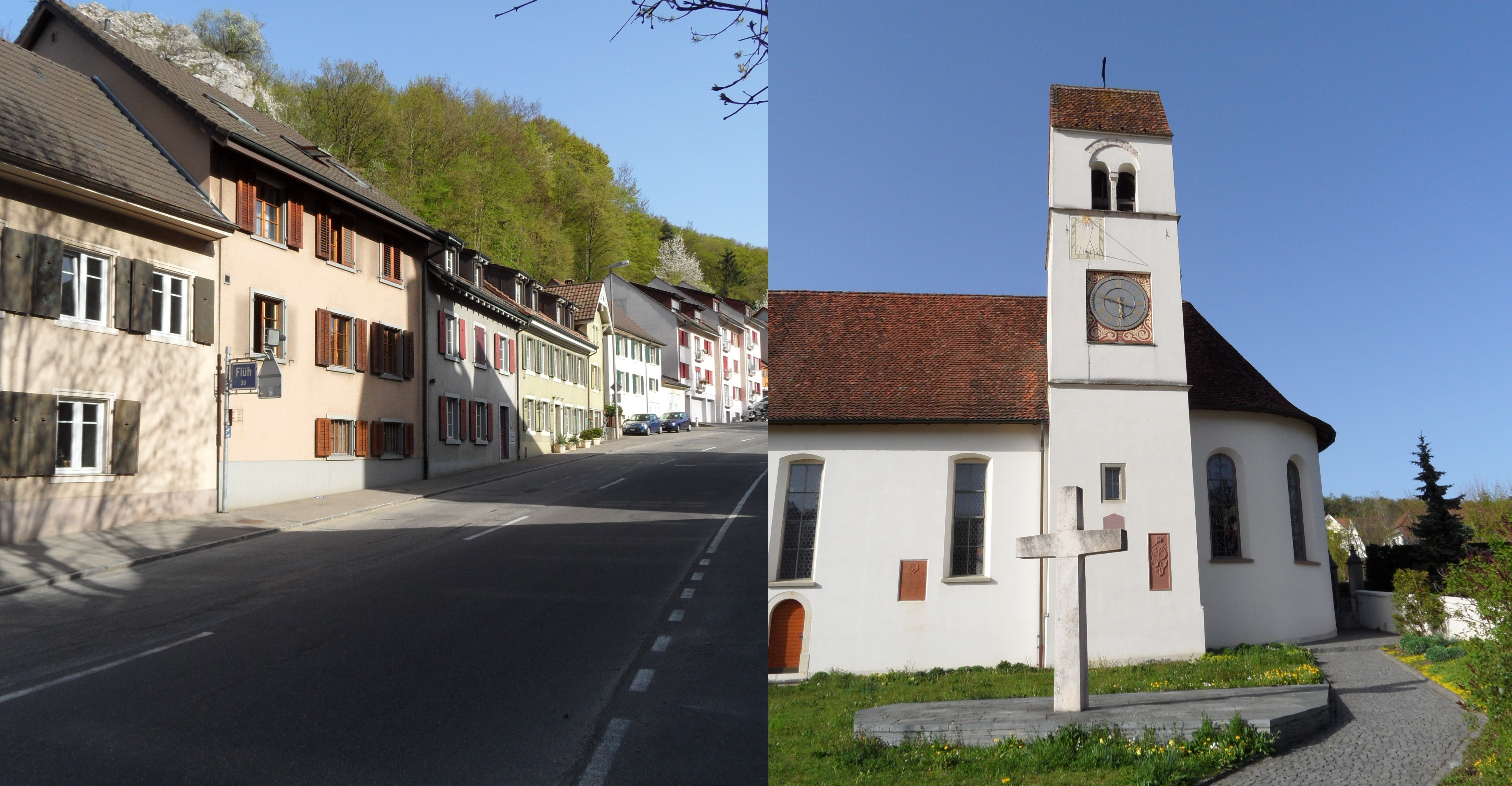

Hofstetten-Flüh est une commune suisse du canton de Soleure, située dans le district de Dorneck.

Vue aérienne (1950)